# Famiglia di Gediminas

Colonne di Gediminas, stemma dei Gediminidi

La famiglia di Gediminas include i membri della stirpe dell'omonimo granduca di Lituania (1275-1341 circa) vissuti nel XIV secolo. La famiglia giocò un ruolo chiave nella storia della Lituania, in un periodo in cui la nobiltà lituana non aveva ancora acquisito l'influenza di cui avrebbe goduto verso la fine del Medioevo. Gediminas, che ebbe dodici figli, fu anche il capostipite della dinastia gediminide, la quale amministrò il Granducato di Lituania dal 1310 (o 1280) al 1572.
Le origini di Gediminas non sono chiare, ma recenti ricerche suggeriscono che Skalmantas, una figura storica non meglio individuata, era il nonno o il padre di Gediminas e il probabile progenitore della dinastia. Conosciuto per le sue capacità diplomatiche, il granduca Gediminas combinò i matrimoni dei suoi figli per soddisfare gli obiettivi della sua politica estera; i suoi discendenti consolidarono il proprio potere sul Granducato di Lituania, mentre le sue figlie stabilirono o rafforzarono alleanze con i governanti delle aree della Russia moderna, dell'Ucraina e della Polonia.
Le relazioni tra i figli di Gediminas furono generalmente pacifiche, con la notevole eccezione di Jaunutis, deposto nel 1345 dai suoi fratelli Algirdas e Kęstutis. Questi ultimi continuarono a fornire un esempio di pacifica condivisione del potere, dando vita a una sorta di duumvirato nell'amministrazione della Lituania. Tuttavia, i numerosi nipoti di Gediminas e i loro discendenti si impegnarono in lotte di potere che proseguirono fino al XV secolo. I nipoti di Gediminas convertirono la Lituania al cristianesimo e suggellarono la futura unione con la Polonia che fuse la Lituania con Cracovia e diede vita a una stagione storica per la nazione baltica, quella della Confederazione polacco-lituana.

## Origini
Poiché le fonti scritte dell'epoca sono scarse, la discendenza di Gediminas, i primi anni di vita e le modalità con cui assunse il titolo di granduca nel 1316 circa restano oscuri e continuano ad essere oggetto di dibattito storiografico. Riassumendo in sintesi le varie teorie, Gediminas doveva essere il figlio del suo predecessore Vytenis, o in alternativa il fratello, il cugino oppure il suo stalliere. Per diversi secoli circolarono solo due versioni delle sue origini, di cui una prima, riportata nelle cronache scritte molto tempo dopo la morte di Gediminas dai cavalieri teutonici, tradizionali avversari data della Lituania, afferma che il granduca fosse uno stalliere di Vytenis che detronizzò in seguito il legittimo sovrano per sedersi sul trono. Un secondo alternativo racconto della vicenda è contenuto nelle cronache lituane, realizzate anch'esse molto tempo dopo la morte di Gediminas, le quali riferiscono che Vytenis era il padre di Gediminas. Poiché quando divenne granduca quest'ultimo aveva quasi la stessa età del suo predecessore, è improbabile questo specifico rapporto parentale. I due documenti sono da ritenere dunque poco verosimili, l'uno (le cronache tedesche) perché intento a mettere in risalto gli aspetti di una figura negativa, l'altro perché è una ricostruzione fantasiosa, non avvalorata da alcuna prova concreta. Nel 1868, fu pubblicata una lettera emessa dal consiglio di Riga nel 1323 che etichetta Vytenis come «fratello e predecessore di Gediminas». Dopo la scoperta e la pubblicazione di questi scritti, la maggioranza della storiografia si è allineata a quell'affermazione considerando Vytenis e Gediminas fratelli. Tuttavia, lo storico Tomas Baranauskas ritiene che la parola "fratello" sia stata interpretata in modo troppo letterale e che i due fossero in realtà cugini.
Le origini del granduca Vytenis sono al contrario abbastanza conosciute, trattandosi del figlio di Butvydas, granduca di Lituania dal 1291 al 1295. Mancano però riscontri sull'identità del padre di Butvydas. Mentre alcune genealogie sostengono si trattasse di Traidenis (o addirittura Mindaugas), il filone storiografico maggioritario ritiene un simile legame improbabile. Il successivo matrimonio tra Eufemia, figlia di Gediminas, e il pronipote di Traidenis, Jurij II di Galizia, avrebbe infranto il diritto canonico, poiché i due sarebbero stati consanguinei e questa violazione sarebbe stata probabilmente notata (o fatta notare) dal papa.
Alcune ricerche recenti indicano che il progenitore tanto ricercato della dinastia gediminide potrebbe essere stato Skalmantas. Nel 1974 lo storico Jerzy Ochmański ha fatto notare che Zádonština, un testo poetico russo della fine del XIV secolo, contiene un verso in cui i due figli di Algirdas parlano così dei loro antenati: «Siamo due fratelli - figli di Algirdas e nipoti di Gediminas, e pronipoti di Skalmantas». Ochmański ipotizzò che il poema omettesse la generazione rappresentata da Butvydas e si focalizzasse su quell'antenato a noi prima ignoto. Lo studioso lituano Tomas Baranauskas non è convinto di tale affermazione, tanto che secondo la sua ricostruzione Skalmantas va ritenuto il fratello di Butvydas piuttosto che suo padre; pertanto, Vytenis e Gediminas erano cugini.

## Fratelli

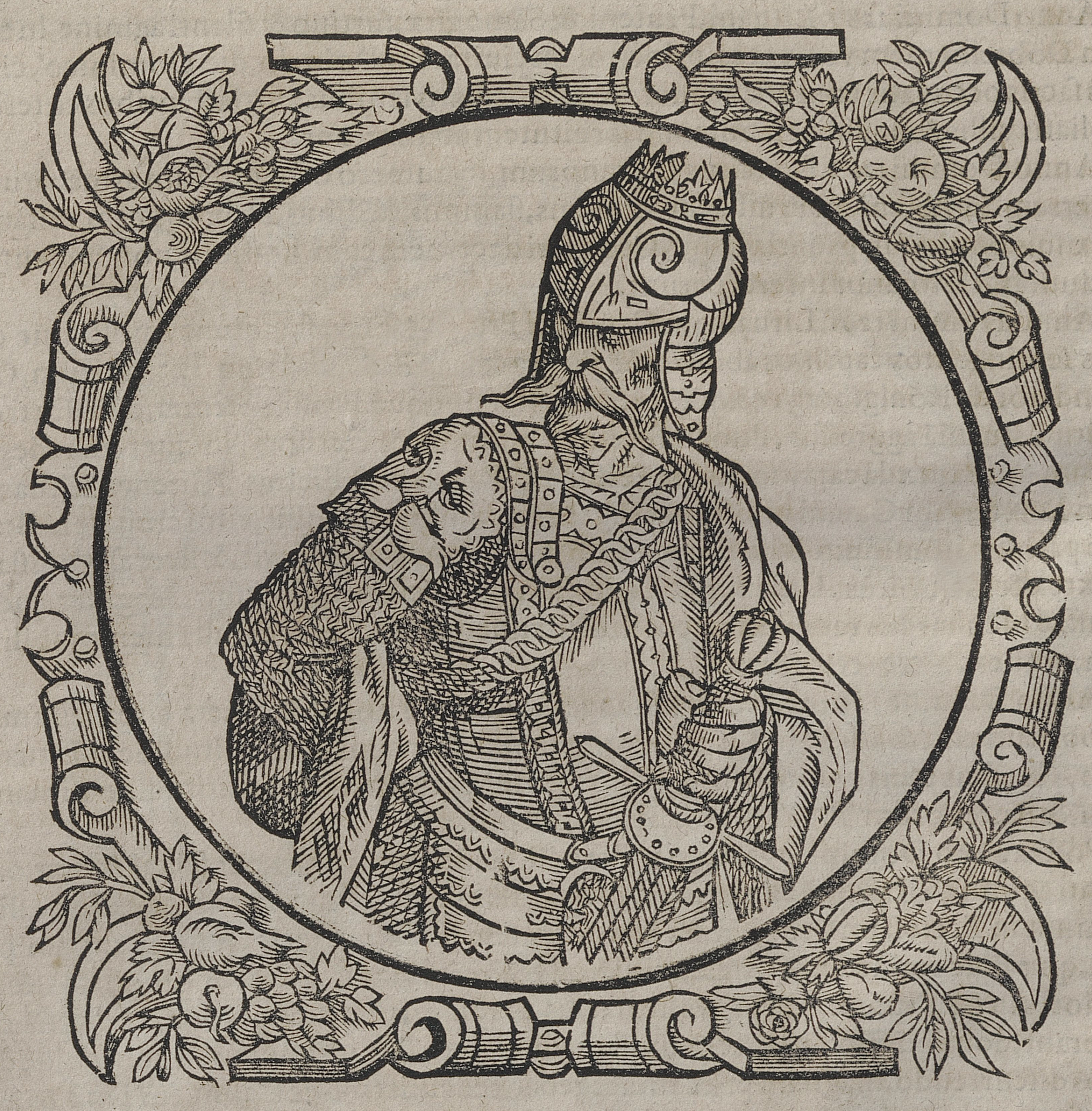
Ritratto immaginario di Gediminas dalla cronaca di Alessandro Guagnini. Questo ritratto è riprodotto ancora oggi come illustrazione nei libri di storia

È certo che Gediminas, nato intorno al 1275, avesse una sorella (come si dirà forse due, ovvero la moglie di Andrei di Kozelsk) e diversi fratelli: Vainius, Teodoro di Kiev, forse Vytenis e forse Margiris. Se Vytenis, granduca dal 1295 al 1316, fosse stato davvero il fratello di Gediminas, doveva necessariamente trattarsi del primogenito. Gli storici attribuiscono la paternità di Žvelgaitis a Vytenis, forse morto prima di suo padre. Nel 1310 Žvelgaitis, già in età adulta, condusse un esercito nella vicina Livonia, nell'attuale Lettonia ed Estonia. A seguito del decesso di Vytenis nel 1315 circa, Gediminas divenne granduca e non ci sono fonti che indicano che i fratelli di Vytenis o altri membri della famiglia avessero avanzato rivendicazioni per la sovranità sulla Lituania, ragion per cui la successione dovette avvenire in maniera pacifica.
Vainius appare per la prima volta in fonti scritte nel 1324, comparendo nuovamente nel 1326, quando in qualità di duca di Polack firmò un trattato con l'ordine di Livonia e Velikij Novgorod. Gli studiosi collocano la sua morte tra il 1338 e il 1342. L'unico figlio noto di Vainius, Liubko, morì nel 1342 durante una battaglia combattuta contro l'Ordine di Livonia.
Teodoro di Kiev, la cui relazione con Gediminas rimase nebulosa fino al XX secolo, fu il fratello più longevo, in vita almeno fino al 1362. Verso il 1325, con il sostegno di Gediminas, divenne duca di Kiev e fu battezzato secondo il rito ortodosso orientale; il suo nome pagano resta sconosciuto. In quel momento storico, Kiev era ancora sotto la sfera d'influenza dell'Orda d'Oro, come dimostra il fatto che Teodoro riconobbe fedeltà al khan. Un simile rapporto di subordinazione durò fino al 1363, quando il figlio di Gediminas, Algirdas, prevalse nettamente sull'Orda nella battaglia delle Acque Blu. L'indirizzo storiografico precedente maggioritario aveva a lungo considerato Teodoro un rjurikide, anziché un lituano, per via del suo nome di battesimo. Nel 1916, tuttavia, fu pubblicato un elenco di proprietà appartenenti a Teognoste il Greco, un metropolita di Mosca, e compilato nel 1330; tra gli oggetti elencati si menzionavano due tazze d'argento donate da «Teodoro, fratello di Gediminas», una prova questa ritenuta incontrovertibile.
Margiris, difensore di Pilėnai, viene spesso indicato come il più probabile quarto fratello. Le cronache di Ermanno di Wartberge riferiscono che nel 1329 Gediminas e due suoi consanguinei parteciparono direttamente a delle incursioni in Livonia. All'epoca, Vytenis era già defunto e Teodoro si stava probabilmente preoccupando di insediarsi in maniera stabile a Kiev. Uno di questi due fratelli doveva essere stato Vainius, mentre l'identità degli altri è ancora oggetto di discussione per gli storici. Alvydas Nikžentaitis riferisce si trattasse di Margiris, poiché le fonti attestano il suo elevato spessore sociale e la ricchezza. I testi storici fanno riferimento anche a un figlio di Margiris, catturato dai Cavalieri teutonici subito dopo il suicidio di suo padre nel 1336.
L'unica menzione scritta più o meno coeva della sorella di Gediminas si deve a una leggenda che descrive l'assassinio di due frati francescani giunti a Vilnius per diffondere il cristianesimo. Tale leggenda venne riportata per la prima volta su un testo nella Chronica XXIV Generalium (cronaca dei 24 generali), un'opera redatta prima del 1369. Gli eventi probabilmente si svolsero intorno al 1340 e alcuni testimoni oculari potrebbero essere stati ancora vivi nell'epoca in cui venne ultimata la cronaca. Secondo la leggenda, i cittadini si coalizzarono contro frate Ulrico per via delle sue prediche. Lui e il suo compagno, Martino, furono arrestati e portati davanti a Gediminas, il quale ordinò la morte dei frati quando rifiutarono di chiedere perdono per le velenose prediche da loro pronunciate. Ulrico fu torturato e il suo corpo gettato in un fiume, mentre il corpo di Martino fu salvato dalla sorella di Gediminas, una suora ortodossa, che lo seppellì nel monastero in cui visse. Questa vicenda gettò forse le basi per la leggenda relativa ai quattordici martiri francescani di Vilnius, nominati per la prima volta nella cronaca di Bychowiec.

## Mogli
Tra i tanti aspetti ignoti relativi a Gediminas rientra il numero di mogli che ebbe. La cronaca di Bychowiec ne riporta tre: Vida di Curlandia, Olga di Smolensk e Jewna di Polotsk, di fede ortodossa, al contrario delle prime due pagane, e morta nel 1344 o 1345. S. C. Rowell afferma che Gediminas avesse avuto solo una moglie, una duchessa pagana di origini sconosciute. A sostegno della propria tesi, egli sostiene che se si fosse celebrato un importante matrimonio con una principessa rutena o polacca come Jewna, questo evento sarebbe stato riportato in scritti dell'epoca.
Un'altra fonte sostiene che Gediminas ebbe due mogli, una pagana e un'altra ortodossa. Questa ricostruzione viene fornita esclusivamente dalla Jüngere Hochmeisterchronik (cronaca dei Giovani Gran maestri) una cronaca della fine del XV secolo, la quale menziona Narimantas come fratellastro di Algirdas. Un filone di studiosi avvalora una simile testimonianza in quanto così si spiegherebbe la designazione da parte di Gediminas, altrimenti incomprensibile, di nominare un figlio di mezzo, ovvero Jaunutis. Forse, seguendo questa ricostruzione, Janutis andrebbe identificato come il primogenito di Gediminas e della sua seconda moglie.

## Figli e nipoti
Poiché nessuno dei fratelli di Gediminas ebbe figli di grande spessore politico, i suoi figli si trovarono nella posizione più favorevole per assumere e consolidare il potere nel granducato. Gediminas ebbe almeno cinque figlie e sette figli, i cui ponderati matrimoni aiutarono a rafforzare ed espandere l'influenza del Granducato nelle aree ad est e ad ovest della Lituania. Le unioni testimoniano il talento diplomatico di Gediminas nel formare alleanze con gli Stati a lui vicini ostili all'Ordine teutonico e decisi a contenere il crescente potere della Moscovia e della Polonia.

### Figlie

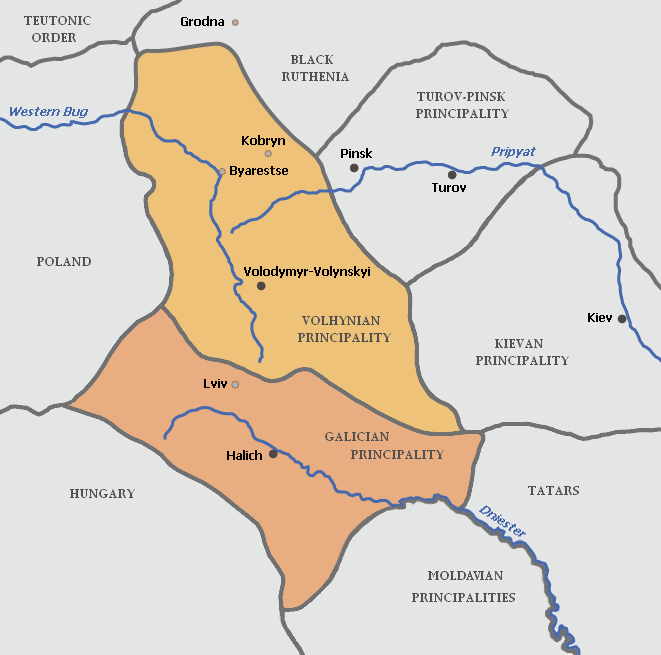
Mappa della Galizia-Volinia. Due dei figli di Gediminas, Liubartas ed Eufemia, furono coinvolti in dispute di successione in Galizia-Volinia

Nel 1320 Maria sposò Demetrio di Tver', sovrano di un principato russo. Il matrimonio ebbe luogo subito dopo la morte di Michail Jaroslavič, padre di Demetrio; i suoi figli erano alla ricerca di alleati potenti contro Jurij di Mosca, il loro principale concorrente per il trono di Vladimir e della Rus'. Dopo il 1327 la Lituania iniziò a supportare Tver' come principale antagonista di Mosca per la supremazia nella Russia. Quando infatti Tver' cercò di competere con Mosca, si ritenne precipua un'alleanza con la Lituania. Tuttavia, Demetrio fu ucciso nel 1325 e Maria non si risposò più. Il cognato di Maria, Alessandro I, intrattenne rapporti tutto sommato pacifici con il Granducato di Lituania e sua figlia Uliana sposò Algirdas, figlio di Gediminas, che continuò la stirpe dei Gediminidi. La cooperazione tra Lituania e Tver' si rivelò di lunga durata, tanto che si trascinò fino al XV secolo.
Aldona (battezzata Ona o Anna; il suo nome pagano è noto solo dagli scritti del cronista del XVI secolo Maciej Stryjkowski) sposò Casimiro III di Polonia, figlio di Ladislao I di Polonia, all'età 15 o 16 anni. Il matrimonio ebbe luogo il 30 aprile o il 16 ottobre 1325, e si trattò di una manovra puramente politica per rafforzare la coalizione polacco-lituana contro i cavalieri teutonici, premonitrice dell'unione di Krewo del 1385 e dell'unione di Lublino del 1569 (la quale portò all'affermazione di una nuova entità statale, la Confederazione polacco-lituana). La prima coalizione tra Lituania e Polonia durò per poco, venendo meno già intorno al 1330; ad ogni modo, non vi sono prove di conflitti militari tra i due stati mentre Aldona era in vita. Il matrimonio con la dinastia lituana che governava dal 1289 circa potrebbe aver conferito legittimità al dominio di Ladislao I della dinastia Piast, subentrata nel 1320 ai Přemyslidi. Tuttavia, Aldona morì improvvisamente alla fine di maggio del 1339 e fu sepolta a Cracovia. La donna ebbe due figlie, ovvero Cunigunda (morta nel 1357), andata in sposa a Ludovico il Bavaro, il figlio di Luigi IV, imperatore del Sacro Romano Impero, ed Elisabetta (morta nel 1361), moglie del duca Boghislao V di Pomerania, una regione a cavallo della moderna Germania e della Polonia. La figlia di Elisabetta, Elisabetta di Pomerania, fu la quarta moglie di Carlo IV di Lussemburgo.
La figlia di Gediminas di nome Elisabetta sposò Venceslao di Płock, uno dei duchi di Masovia nella moderna Polonia orientale. Il suo secondo nome è indicato negli scritti di Maciej Stryjkowski come Danmila, mentre Teodor Narbutt riporta Damila. Si ipotizza che questi nomi siano versioni male interpretate di Danutė, una variante femminile del nome Daniele. Un'altra possibilità è che gli storici l'abbiano confusa con Danutė Anna, figlia di Kęstutis, con Elzbieta. In ottica geopolitica, il matrimonio fu significativo perché la Masovia acquisì una notevole importanza commerciale e divenne uno dei corridoi tra l'Europa occidentale e quella orientale; la manovra può essere vista come un proseguimento del legame avviato dal granduca Traidenis con sua figlia Gaudemunda, andata in sposa al sovrano di Masovia regnante negli anni 1270. L'importanza del matrimonio è attestata dalla dote di Elisabetta, pari a 720 marchi d'argento di Cracovia e nove segni d'oro, tre volte in più rispetto a una cifra ritenuta normale per l'epoca. Questo matrimonio avvenne probabilmente nel 1316, quando Gediminas prese le parti di Venceslao durante una guerra civile nel ducato di Masovia. Dopo la morte di Venceslao nel 1336, Elisabetta gestì la propria ricchezza. Viene menzionata per l'ultima volta nel 1361, quando suo fratello Kęstutis fuggì da Marienburg e cercò rifugio presso di lei; gli storici attestano la sua data di morte intorno al 1364. Nel 1337 la figlia di Elisabetta, Anna, menzionata per la prima volta alla fine del 1323, sposò Enrico V il Ferro, duca di Żagań, nella Polonia occidentale moderna. Suo figlio Boleslao III o Bolko morì senza un erede maschio nel 1351 e la sua terra fu spartita tra altri duchi.
Eufemia, conosciuta anche come Maria, Ofka e Anka, sposò Jurij II di Galizia, nell'odierna Ucraina, nel 1331. Le trattative per il matrimonio ebbero luogo nel 1323, quando i fratelli Lev e Andrea di Galizia furono uccisi senza lasciare eredi. Invece di rimpiazzarli con suo figlio Liubartas e rischiare una guerra con la Polonia, Gediminas negoziò un compromesso con Ladislao I di Polonia. Entrambe le controparti convennero sulla nomina di Boleslao, l'allora quattordicenne cugino di Ladislao I e nipote del genero di Gediminas Venceslao di Płock, con un matrimonio che avvenme in seguito. In questo modo la guerra per il controllo della Galizia-Volinia fu scongiurata e rimandata fino all'avvelenamento di Boleslao nel 1340; le guerre nella regione non cessarono se non nel 1370. Stando a Teodor Narbutt, Eufemia fu annegata sotto il ghiaccio del fiume Vistola il 5 febbraio 1342 per tenerla fuori dalle dispute di successione.
Aigusta fu battezzata come Anastasia per sposare Simeone di Russia nel 1333; divenne gran principe di Mosca nel 1341. Non esistono prove inconfutabili che fosse figlia di Gediminas, ma poiché il matrimonio era di alto spessore, il grosso degli storici concluse appartenesse alla famiglia di Gediminas. L'unione dei due fu estremamente rilevante per porre un freno ai conflitti lituano-moscoviti per la supremazia sulla Rutenia, riscoppiati però nel 1335, appena due anni dopo il matrimonio. I due figli Basilio e Costantino morirono in tenera età; sua figlia Vasilisa sposò Michail Vasilevič di Kašin, un principe di Tver' ostile alla Lituania. Jaunutis, fratello di Aigusta, chiede appoggio a Michail quando fu deposto da Algirdas nel 1345. Immediatamente prima della sua morte, l'11 marzo 1345, Aigusta divenne suora e fu infine sepolta a Mosca.
È possibile che Gediminas abbia avuto altre due figlie. Secondo Maciej Stryjkowski, una delle figlie di Gediminas avesse celebrato le nozze con Davide di Hrodna, il suo comandante di battaglia preferito. Tuttavia, alcuni storici non sono d'accordo con la conclusione che Davide fosse il genero di Gediminas, esprimendo scetticismo sull'affidabilità delle fonti di Stryjkowski. L'esistenza di un'altra figlia, o forse di un'altra sorella, è stata immaginata sulla base dell'elenco delle proprietà del metropolita Teognoste pubblicato nel 1916. L'elenco contiene una nota che parla di Andrej Mstislavič, duca di Kozel'sk (tra il 1320 e il 1339), come genero di Gediminas. Va notato che la parola rutena ziat' (зять) può significare "genero" o "marito della sorella". Per tale motivo, Andrej di Kozel'sk avrebbe potuto essere anche il cognato di Gediminas.

### Figli

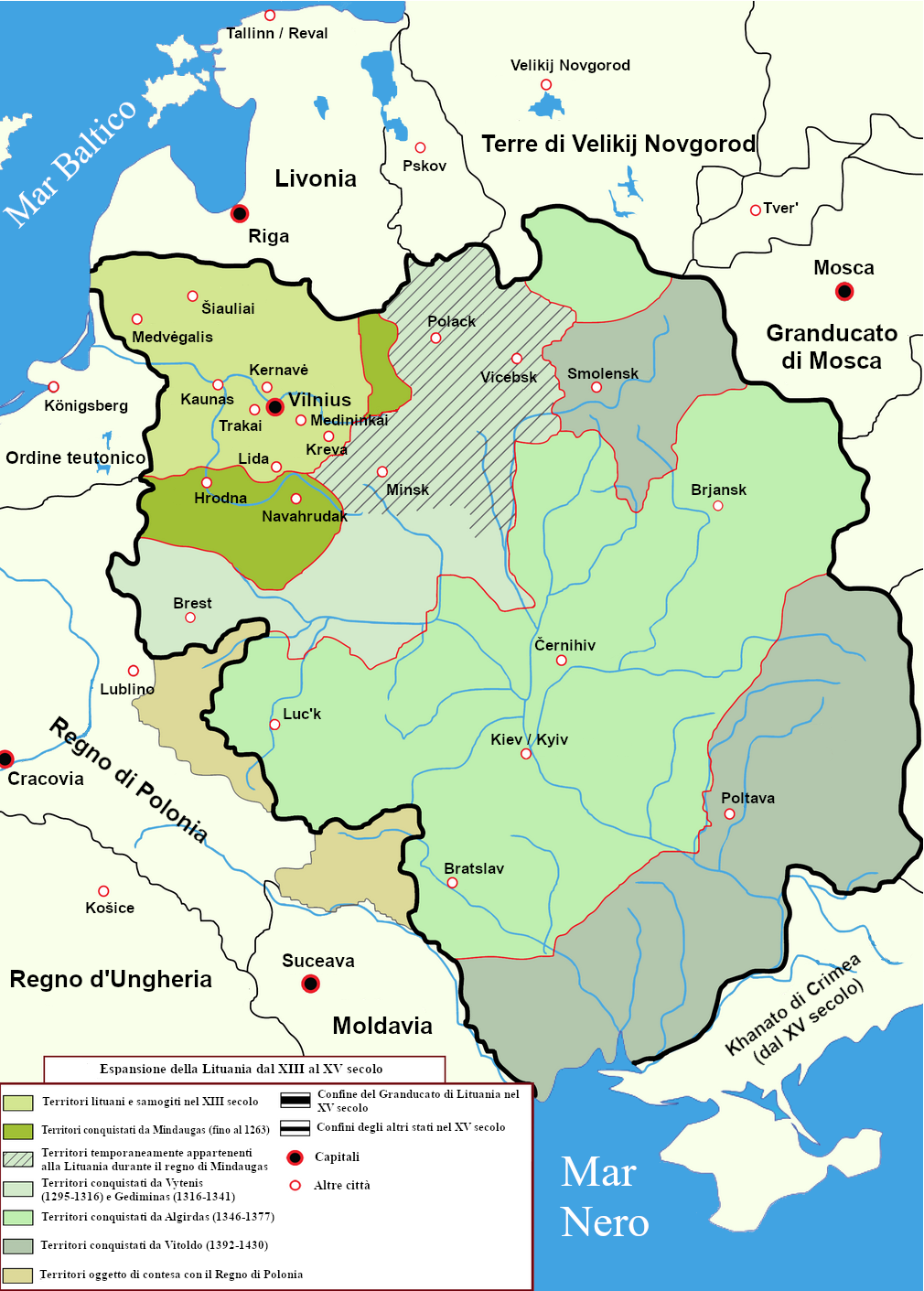
Mappa del Granducato di Lituania dal XIII al XV secolo

La cronaca di Giovanni di Winterthur contiene un riferimento agli otto figli di Gediminas, ma mentre i nomi di sette tra questi possono essere rinvenuti in varie fonti scritte, l'identità dell'ottavo rimane controversa. Alvydas Nikžentaitis suggerisce che questo discendente fosse il duca di Trakai, il quale perse la vita nel 1337 in un attacco scagliato a Bayerburg. Essendo Trakai un avamposto estremamente importante, gli storici del XVIII e XIX secolo credevano che fosse stato lo stesso Gediminas a morire a Bayerburg. Nikžentaitis ritiene che il nome del figlio sconosciuto potrebbe essere stato Vitoldo, poiché si ha notizia di un certo Juri, figlio di Vitoldo e vice di Andrej già in gioventù, figlio di Algirdas. Juri morì nel 1348. La sua posizione elevata in relazione alla sua età sarebbe dunque comprensibile in virtù della sua parentela con Gediminas. Tuttavia, altri studiosi contestano queste teorie, sostenendo che la nota nella cronaca di Giovanni di Winterthur è stata male interpretata.

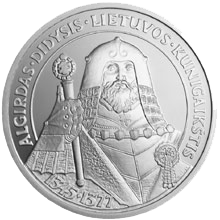
Moneta commemorativa in argento (50 litas) con ritratto fittizio di Algirdas, granduca di Lituania dal 1345 al 1377

Non se ne comprende il motivo, ma Jaunutis, un figlio di mezzo non menzionato in nessuna fonte scritta prima del rovesciamento compiuto dai suoi fratelli, fu designato da Gediminas come suo erede a Vilnius in carica di granduca. Suo fratello Kęstutis, duca di Trakai, lo stava supportando dalla Samogizia. Nonostante l'ausilio di Narimantas, Jaunutis fu deposto dai suoi fratelli Algirdas e Kęstutis nel 1345, appena quattro anni dopo la morte di Gediminas. Jaunutis tentò, senza successo, di ottenere aiuto da suo cognato Simeone di Russia facendosi battezzare come Ivan. Vista la mancanza di appoggio, fu costretto a riconciliarsi con Algirdas e in compenso ricevette il ducato di Zasłaŭje, amministrato fino alla sua morte nel 1366.
Diversi figli di Gediminas continuarono la sua linea maschile, ma fu Algirdas a generare il ramo principale dei Gediminidi. Prima di deporre suo fratello Jaunutis nel 1345, governò Krėva e, nonostante rimanesse pagano, sposò Maria, figlia dell'ultimo principe di Vitebsk. Dopo il 1345 divenne granduca di Lituania e condivise il titolo con suo fratello Kęstutis. La loro collaborazione di successo è celebrata nella storiografia lituana e ha originato una teoria molto dibattuta secondo cui una tradizione di co-dominio o diarchia in Lituania era consuetudinaria ed esisteva già nel 1285. Il granducato si avviò a raggiungere la sua massima espansione. Mentre Algirdas era principalmente attivo ad est, Kęstutis si occupò delle relazioni lituane con i cavalieri teutonici, la Polonia e altre entità dell'Europa occidentale. Nel 1350 Algirdas contrasse un secondo matrimonio con Uliana di Tver' e nominò il figlio Jogaila come prossimo sovrano. Nel 1385 Jogaila aprì un nuovo capitolo nella storia della Lituania quando si convertì al cattolicesimo; ciò gettò le basi per la futura cristianizzazione del Paese e per la firma dell'Unione di Krewo, un accordo stipulato con Cracovia ai sensi del quale sarebbe divenuto re di Polonia. Quest'unione polacco-lituana, in varie forme, sopravvisse fino alla terza spartizione della Polonia,
avvenuta nel 1795. Il ramo dei Gediminidi di Jogaila originò la dinastia degli Jagelloni.
Kęstutis, duca di Trakai, sebbene agisse in maniera molto autonoma le province occidentali del ducato, rimase fedele ad Algirdas e agì riconoscendone la superiorità. Kęstutis era un pagano devoto e dedicò la sua vita alla difesa della Lituania dai teutonici. Una famosa leggenda in chiave romantica riguarda il suo matrimonio con la sacerdotessa pagana Birutė di Palanga, con cui ebbe sette o otto figli, incluso Vitoldo il Grande. Alla morte di Algirdas nel 1377, suo figlio Jogaila divenne granduca. Dapprima Kęstutis e suo figlio Vitoldo riconobbero l'atto di Jogaila come valido, ma dopo che Jogaila firmò il controverso trattato di Dovydiškės con l'ordine teutonico, Kęstutis conquistò Vilnius e divenne granduca alla fine del 1381. Nell'agosto 1382 fu imprigionato a Krėva, dove si spense. Vitoldo continuò la sua lotta per la supremazia e i conflitti tra i discendenti di Algirdas e Kęstutis durarono fino al XV secolo.
Manvydas era il primogenito di Gediminas ed ereditò i territori di Kernavė e Slonim da suo padre. Di lui si sa poco e morì poco dopo suo padre. Si ritiene che sia stato ucciso nella battaglia della Strėva nel 1348 insieme a suo fratello Narimantas.
Narimantas era il secondogenito di Gediminas. Fu battezzato come Gleb e continuò a governare Pinsk, Polack e, poiché assegnategli dai nobili di Novgorod, Ladoga, Orešek e Korela. Avviò la tradizione del corpo di mercenari lituani in servizio proprio a nord di Novgorod, sul confine svedese durato in essere fino alla caduta di Novgorod per mano di Mosca nel 1477 e contribuì a tenere a bada Mosca. Nel 1345 Narimantas divenne il più deciso sostenitore del suo fratello deposto Jaunutis e si recò da Jani Beg, khan dell'Orda d'Oro, per chiedere truppe contro Algirdas e Kęstutis. Si dice che Narimantas abbia sposato una principessa tartara, ma la notizia è tutt'altro che certa. Dopo alcuni anni, i fratelli si riconciliarono e si ritiene che Narimantas condusse la battaglia dello Strėva im nome di Algirdas e vi perse la vita. Egli ebbe tra i tre e i cinque figli, tutti progenitori di alcune famiglie principesche russe, tra cui i Kurakin e i Golicyn.
Karijotas fu battezzato come Michail e ereditò Navahrudak in Rutenia Nera. Nel 1348 fu inviato da Algirdas dal khan Jani Beg per negoziare una coalizione contro i cavalieri teutonici, ma fu consegnato a Mosca come prigioniero in cambio di un riscatto. Morì intorno al 1363. Non è chiaro quanti figli generò: il numero varia tra quattro e nove.
Liubartas, battezzato come Demetrio, era il figlio più giovane di Gediminas. All'inizio del 1320 sposò una figlia di Andrea di Galizia e governò Luc'k nella Volinia orientale. Dopo la morte di Andrea e di suo fratello Lev II nel 1323 circa, la Galizia-Volinia si trovò senza regnante. Anziché promuovere Liubartas e rischiare una guerra con la Polonia, Gediminas diede in sposa sua figlia Eufemia a Jurij II di Galizia. La guerra con la Polonia fu quindi rimandata al 1340. Le guerre nella regione cessarono nel 1370 circa, quando la Polonia ricevette la Galizia, mentre la Lituania mantenne la Volinia. Liubartas morì intorno al 1385, dopo aver governato la Volinia per circa sessant'anni ed ebbe tre figli.

## Struttura del casato
La ricostruzione è stata elaborata sulla base dei testi di Nikžentaitis e Rowell.
|                                                                  |                           |  |                                       |                                       |  |                                           |                                           |  |                                    | Skalmantas?                        |  |  |                                                  |                                                  |  |                                                   |                                                   |  |                                                       |                                                       |  |                                              |                                              |
|                                                                  |                           |  |                                       |                                       |  |                                           |                                           |  |                                    |                                    |  |  |                                                  |                                                  |  |                                                   |                                                   |  |                                                       |                                                       |  |                                              |                                              |
|                                                                  |                           |  |                                       |                                       |  |                                           |                                           |  |                                    |                                    |  |  |                                                  |                                                  |  |                                                   |                                                   |  |                                                       |                                                       |  |                                              |                                              |
|                                                                  |                           |  |                                       |                                       |  |                                           |                                           |  | Butegeidis Granduca della Lituania | Butegeidis Granduca della Lituania |  |  | Butvydas? Granduca della Lituania                | Butvydas? Granduca della Lituania                |  |                                                   |                                                   |  |                                                       |                                                       |  |                                              |                                              |
|                                                                  |                           |  |                                       |                                       |  |                                           |                                           |  |                                    |                                    |  |  |                                                  |                                                  |  |                                                   |                                                   |  |                                                       |                                                       |  |                                              |                                              |
|                                                                  |                           |  |                                       |                                       |  |                                           |                                           |  |                                    |                                    |  |  |                                                  |                                                  |  |                                                   |                                                   |  |                                                       |                                                       |  |                                              |                                              |
|                                                                  |                           |  |                                       |                                       |  |                                           |                                           |  |                                    |                                    |  |  |                                                  |                                                  |  |                                                   |                                                   |  |                                                       |                                                       |  |                                              |                                              |
|                                                                  |                           |  | Teodoro* Duca di Kiev                 | Teodoro* Duca di Kiev                 |  | Vainius Duca di Polack                    | Vainius Duca di Polack                    |  | Vytenis Granduca della Lituania    | Vytenis Granduca della Lituania    |  |  | Gediminas Granduca della Lituania                | Gediminas Granduca della Lituania                |  | Margiris? Duca di Samogizia                       | Margiris? Duca di Samogizia                       |  | Figlia NN?                                            | Figlia NN?                                            |  |                                              |                                              |
|                                                                  |                           |  |                                       |                                       |  |                                           |                                           |  |                                    |                                    |  |  |                                                  |                                                  |  |                                                   |                                                   |  |                                                       |                                                       |  |                                              |                                              |
|                                                                  |                           |  |                                       |                                       |  | Liubka                                    | Liubka                                    |  | Žvelgaitis                         | Žvelgaitis                         |  |  |                                                  |                                                  |  | Figlio NN                                         | Figlio NN                                         |  |                                                       |                                                       |  |                                              |                                              |
|                                                                  |                           |  |                                       |                                       |  |                                           |                                           |  |                                    |                                    |  |  |                                                  |                                                  |  |                                                   |                                                   |  |                                                       |                                                       |  |                                              |                                              |
|                                                                  |                           |  |                                       |                                       |  |                                           |                                           |  |                                    |                                    |  |  |                                                  |                                                  |  |                                                   |                                                   |  |                                                       |                                                       |  |                                              |                                              |
|                                                                  |                           |  | Maria* Principessa di Tver'           | Maria* Principessa di Tver'           |  | Aldona Battezzata: Ona Regina di Polonia  | Aldona Battezzata: Ona Regina di Polonia  |  | Elisabetta* Duchessa di Płock      | Elisabetta* Duchessa di Płock      |  |  | Eufemia Battezzata: Maria Principessa di Galizia | Eufemia Battezzata: Maria Principessa di Galizia |  | Aigusta Battezzata: Anastasia Duchessa di Mosca   | Aigusta Battezzata: Anastasia Duchessa di Mosca   |  | Figlia NN? Principessa di Pskov? Duchessa di Kozelsk? | Figlia NN? Principessa di Pskov? Duchessa di Kozelsk? |  |                                              |                                              |
|                                                                  |                           |  |                                       |                                       |  |                                           |                                           |  |                                    |                                    |  |  |                                                  |                                                  |  |                                                   |                                                   |  |                                                       |                                                       |  |                                              |                                              |
|                                                                  |                           |  |                                       |                                       |  | 2 figlie                                  | 2 figlie                                  |  | 2 figli                            | 2 figli                            |  |  |                                                  |                                                  |  | 3 figli                                           | 3 figli                                           |  |                                                       |                                                       |  |                                              |                                              |
|                                                                  |                           |  |                                       |                                       |  |                                           |                                           |  |                                    |                                    |  |  |                                                  |                                                  |  |                                                   |                                                   |  |                                                       |                                                       |  |                                              |                                              |
|                                                                  |                           |  |                                       |                                       |  |                                           |                                           |  |                                    |                                    |  |  |                                                  |                                                  |  |                                                   |                                                   |  |                                                       |                                                       |  |                                              |                                              |
| Vytautas? Duca di Trakai?                                        | Vytautas? Duca di Trakai? |  | Manvydas Principe di Slonim e Kernavė | Manvydas Principe di Slonim e Kernavė |  | Narimantas Battezzato: Gleb Duca di Pinsk | Narimantas Battezzato: Gleb Duca di Pinsk |  | Algirdas Granduca della Lituania   | Algirdas Granduca della Lituania   |  |  | Kęstutis Granduca della Lituania                 | Kęstutis Granduca della Lituania                 |  | Jaunutis Battezzato: Iwan Granduca della Lituania | Jaunutis Battezzato: Iwan Granduca della Lituania |  | Karijotas Battezzato: Michail Duca di Navahrudak      | Karijotas Battezzato: Michail Duca di Navahrudak      |  | Liubartas Battezzato: Dmitry Duca di Volinia | Liubartas Battezzato: Dmitry Duca di Volinia |
|                                                                  |                           |  |                                       |                                       |  |                                           |                                           |  |                                    |                                    |  |  |                                                  |                                                  |  |                                                   |                                                   |  |                                                       |                                                       |  |                                              |                                              |
| 1 figlio                                                         | 1 figlio                  |  |                                       |                                       |  | 3, 4 o 5 figli                            | 3, 4 o 5 figli                            |  | 22 figli                           | 22 figli                           |  |  | 7 o 8 figli                                      | 7 o 8 figli                                      |  | 2 figli                                           | 2 figli                                           |  | Tra i 4 e i 10 figli                                  | Tra i 4 e i 10 figli                                  |  | 3 figli                                      | 3 figli                                      |
| * Nome pagano sconosciuto; Nome di battesimo cristiano assegnato |                           |  |                                       |                                       |  |                                           |                                           |  |                                    |                                    |  |  |                                                  |                                                  |  |                                                   |                                                   |  |                                                       |                                                       |  |                                              |                                              |